# Aphileta centrasiatica
Espèce
Aphileta centrasiatica est une espèce d'araignées aranéomorphes de la famille des Linyphiidae.

## Distribution
Cette espèce est endémique du Kazakhstan. Elle se rencontre dans les monts Saur au Kazakhstan-Oriental.

## Étymologie
Son nom d'espèce lui a été donné en référence au lieu de sa découverte, l'Asie centrale.

## Publication originale
- Eskov & Marusik, 1995 : « On the spiders from Saur Mt. range, eastern Kazakhstan (Arachnida: Araneae) ». Beiträge zur Araneologie, vol. 4, p. 55-94.